# Canadiens de Montréal
Canadiens de Montréal (oficialmente Club de Hockey Canadien, inc.; em inglês, Montreal Canadiens) é um clube de hóquei no gelo, cuja franquia está sediada em Montreal, cidade da província de Quebec, no Canadá. Disputa a Divisão do Atlântico da Conferência Leste da National Hockey League (NHL).
Outros apelidos são: Les Canadiens (ou Le Canadien), Le Bleu-Blanc-et-Rouge, La Sainte-Flanelle, Le Tricolore, Les Glorieux (ou Nos Glorieux), Les Habitants e Le Grand Club. No entanto, nos EUA são mais conhecidos por Habs, que provém do termo francês Les Habitants, que surgiu depois de Tex Richard, proprietário do Madison Square Garden e do New York Rangers, ter dito erradamente a um jornalista que o "H" no logotipo do clube canadense era uma referência a Habitants.
Fundado em 1909, oito anos antes da fundação da NHL, os Canadiens são a franquia de hóquei no gelo profissional há mais tempo em atividade, nunca ficando de fora de nenhuma época da liga. Uma vez que o clube jogava na NHL antes da expansão de 1967, foi incluído no grupo restrito dos Seis Originais ("Original Six"). Desde 1995, com a realocação do Nordiques de Québec para Denver, no Colorado, os Canadiens tornaram-se o único clube de hóquei no gelo de Quebec a disputar a NHL. O campeonato conquistado na temporada 1992-93 marcou a última vez em que uma equipe canadense levantou a Copa Stanley.
Os Canadiens são também a franquia de maior sucesso na NHL em todos os tempos, tendo ganho 24 vezes a Copa Stanley — a primeira ainda antes da fundação da NHL, em 1916. Mas os Canadiens não só se limitam a ter mais Copas Stanley do que qualquer outro clube de hóquei no gelo, como também estão em primeiro em aproveitamento se comparados a times das outras três grandes ligas norte-americanas, com 36,3% no índice de vitórias por campeonatos disputados (o Boston Bruins, também da NHL, tem 27,8% , e o New York Yankees, maior campeão da MLB, 25%).
Atualmente, a franquia tem o Centre Bell como sua arena — que até 2003 era chamada Centre Molson —, mas já frequentou outras como o Jubille Rink, o Montreal Westmount Arena, o Mount Royal Arena e a mais famosa, o Forum de Montréal, onde jogou por sete décadas.

## História
Os Canadiens foram fundados em 4 de dezembro de 1909 por J. Ambrose O'Brien, tornando-se membros da antiga National Hockey Association (NHA), liga que daria origem ao surgimento da National Hockey League (NHL).
O clube foi criado para ser o time da comunidade franco-canadense Montreal, composto de jogadores de ascendência francesa, e, tão breve quanto o possível, sob administração de descendentes de franceses. A primeira temporada, 1909-10, não foi um sucesso, e o time terminou em último na tabela. Após o primeiro ano de existência, a presidência foi transferida para George Kennedy, e a sorte do clube aumentou nas temporadas seguintes. Os Canadiens venceram sua primeira Copa Stanley em 1915-16. Em 1917, com outros quarto times da NHA, os Canadiens criaram a NHL, ganhando seu primeiro título da nova liga durante a temporada 1923-24, liderados por Howie Morenz. Na temporada 1926-27, o clube se mudou para o Forum de Montréal.
O clube começou a década de 1930 muito bem, vencendo a Copa Stanley em 1930 e 1931. Entretanto, o time e o seu rival de então, o Montreal Maroons, perderam em qualidade técnica e entraram em crise financeira durante o período da Grande Depressão. A crise era tanta que os proprietários do clube chegaram a cogitar a ideia de levá-lo para Cleveland, Ohio. No entanto, investidores locais apareceram para salvar os Canadiens, e foram os Maroons que acabaram suspendendo suas atividades, com muitos de seus jogadores seguindo o caminho rumo aos Canadiens.
Liderados pela famosa "Punch Line" de Maurice "Rocket" Richard, Toe Blake e Elmer Lach nos anos 1940, os Canadiens voltaram a fazer sucesso na NHL. De 1952 a 1960, a franquia venceu seis Copas Stanley, com direito a um recorde de cinco títulos consecutivos, de 1955-56 a 1959-60, e com novas estrelas do esporte despontando para o mundo: Jean Beliveau, Dickie Moore, Doug Harvey, Bernie "Boom Boom" Geoffrion, Jacques Plante, e o irmão mais novo de Richard, Henri.
Os Canadiens ganharam mais 10 títulos em quinze temporadas, de 1964-65 a 1978-79, com outra dinastia vencendo quarto Copas seguidas (1975-76 a 1978-79). Na temporada 1976-77, o clube chegou ao recorde de apenas oito derrotas sofridas em 80 partidas da temporada regular. A próxima geração de estrelas incluía Guy Lafleur, Yvan Cournoyer, Ken Dryden, Pete Mahovlich, Steve Shutt, Bob Gainey, Serge Savard, Guy Lapointe e Larry Robinson. Scotty Bowman, que mais tarde estabeleceria o recorde do maior número de vitórias de um técnico na NHL, foi o treinador à frente das últimas cinco Copas Stanley ganhas pelos Habs nos anos 1970.
Os Canadiens voltariam a ganhar a Copa Stanley em 1985-86, liderados pelo goleiro novato Patrick Roy, e em 1992-93, dando continuidade à escrita de sempre ganharem pelo menos um título em cada década, de 1910 a 1990. Em 1996, os Habs deixaram de jogar no Forum de Montréal, sua casa durante 71 temporadas e 22 títulos de Copa Stanley, passando a mandar seus jogos no Centre Molson.
Em 29 de dezembro de 2008, o clube derrotou por 5-2 o Florida Panthers, tornando-se o primeiro time na história da NHL a alcançar a marca das 3.000 vitórias. Seus maiores rivais são o Boston Bruins e o Toronto Maple Leafs.
O Canadiens de Montréal já aposentou várias camisas como parte das comemorações de suas 100 temporadas durante as temporadas 2008–09 e 2009–10. No calendário de eventos para 2009, o Montreal foi sede do Jogo das Estrelas 2009, como também do Recrutamento 2009 da NHL.
Em 2021, o Canadiens conseguiu a última vaga da divisão apenas de times canadenses forçada pelas restrições da pandemia de COVID-19. Apesar de ter os piores números dos 16 classificados para a pós-temporada, Montréal bateria consecutivamente os arqui-rivais Toronto Maple Leafs em 7 jogos, o Winnipeg Jets em apenas 4, e finalmente o Vegas Golden Knights para voltar às finais depois de quase 30 anos. Diante do Tampa Bay Lightning que já tinha vencido a temporada anterior, teve apenas uma vitória.

## Cores do time e mascote
As atuais cores do time são vermelho, azul e branco. Essas cores têm sido usadas juntas desde 1914. As famosas três cores da franquia são uma parte importante da cultura franco-canadense. Na pequena história "The Hockey Sweater", Roch Carrier descreveu a influência dos Canadiens e de seu uniforme dentro das comunidades rurais de Quebéc durante os anos 1940. Essa história foi mais tarde contada numa pequena animação, The Sweater, narrada pelo próprio Carrier.

### Logo
Um dos mais antigos e reconhecidos logos do esporte, os clássicos 'C' e 'H' do Canadiens de Montréal foram usados juntos pela primeira vez na temporada 1917-18, quando o clube mudou seu nome de Club Athletique Canadien para Club de Hockey Canadien, antes de assumir o atual nome, em 1952-53. O 'H' não é uma referência a 'Habs' ou Habitants; essa é apenas uma ideia equivocada. Na verdade, ele se refere a 'Hockey', como 'Club de Hockey Canadien', o nome oficial do time. De acordo com o site NHL.com, o primeiro homem a se referir ao time como "os Habs" foi o americano Tex Rickard, proprietário do Madison Square Garden, em 1924. Rickard aparentemente disse a um repórter que o "H" no uniforme dos Canadiens era uma referência a "Habitants."

### Uniforme
A camisa principal do time é predominantemente vermelha. Há quarto listras azuis e brancas, uma através de cada manga, uma através do peito e outra através da cintura. O uniforme reserva é predominantemente branco com uma listra vermelha e azul através da cintura, vermelha no fim de cada manga e também vermelha nos ombros. O modelo básico vem sendo usado desde 1914, com a atual versão datando de 1952. Devido à longa história do clube e seu significado em Quebec, a camisa é conhecida como 'La sainte flanelle' (o manto sagrado).

### Mascote

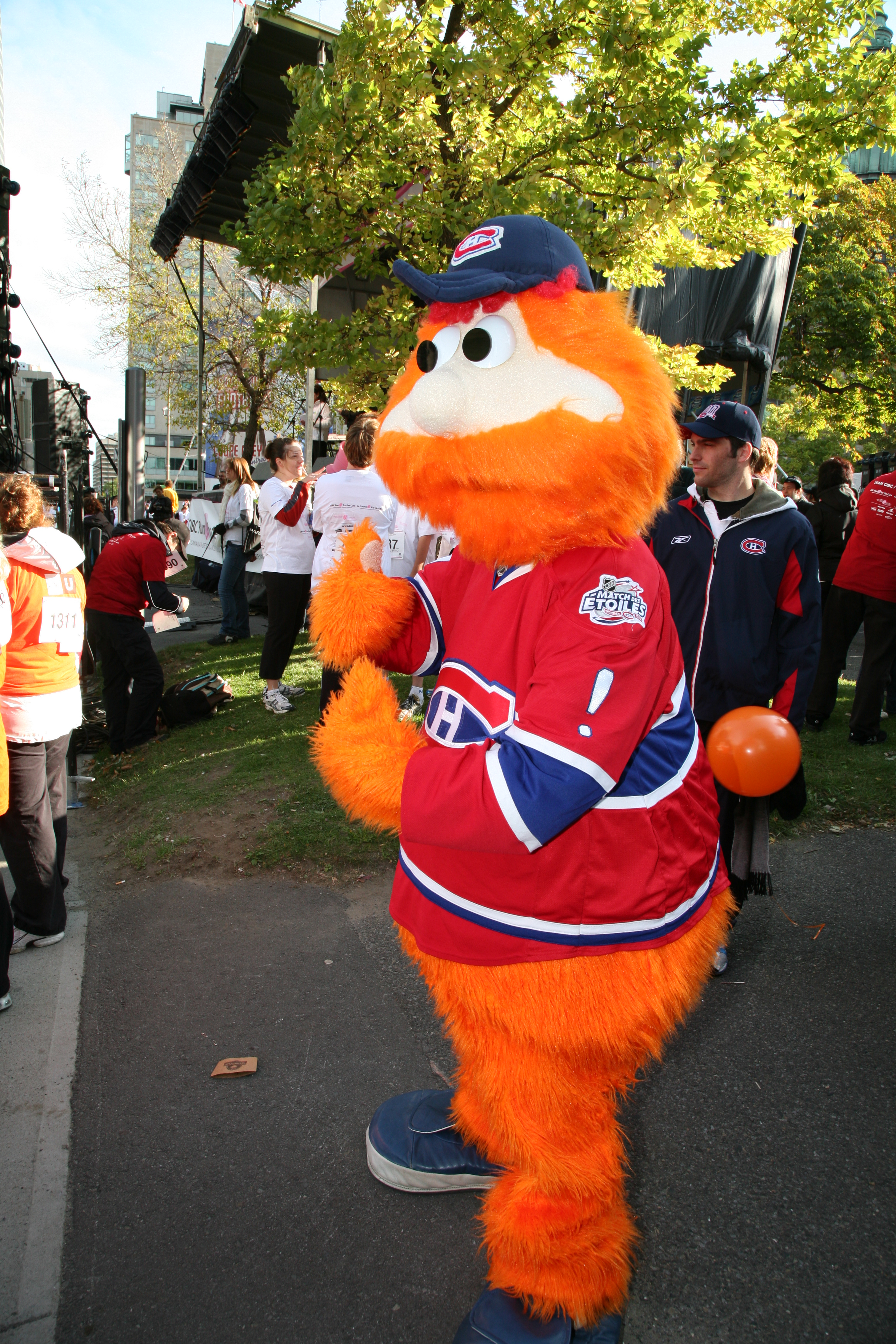
Youppi.

No início da temporada 2004-05, os Canadiens adotaram Youppi como seu mascote oficial, o primeiro em sua longa história. Youppi foi por muito tempo o mascote do time de beisebol Montreal Expos, mas, em 2004, a franquia acabou deixando a cidade, mudando-se para Washington, D.C., onde recebeu o nome de Washington Nationals. Com a mudança, Youppi tornou-se o primeiro mascote dos esportes profissionais a trocar de liga.
Nos anos anteriores, o clube tinha crianças como mascotes, que patinavam com os jogadores durante o aquecimento e durante os intervalos. Os mascotes costumavam ser filhos de jogadores e dirigentes, sendo que um dos mais famosos era o filho de Howie Morenz, Howie Morenz Jr.

## Jogadores

### Elenco Atual
Atualizado em 29 de dezembro de 2014
| Guarda-Redes | Guarda-Redes | Guarda-Redes    | Guarda-Redes | Guarda-Redes | Guarda-Redes           |
| Número       |              | Nome            | Luva         | Adquirido    | Local de Nascimento    |
| ------------ | ------------ | --------------- | ------------ | ------------ | ---------------------- |
| 31           | Canadá       | Carey Price     | E            | 2005         | Vancouver, BC          |
| 35           | Canadá       | Dustin Tokarski | E            | 2013         | Humboldt, Saskatchewan |

| Defensores | Defensores | Defensores        | Defensores |
| Número     |            | Nome              |            |
| ---------- | ---------- | ----------------- | ---------- |
| 55         | RUS        | Sergei Gonchar    |            |
| 76         | Canadá     | P.K. Subban ''A'' |            |
| 28         | CAN        | Nathan Beaulieu   |            |
| 77         | USA        | Tom Gilbert       |            |
| 43         | Canadá     | Mike Weaver       |            |
| 6          | CAN        | Bryan Allen       |            |
| 74         | Rússia     | Alexei Emelin     |            |
| 79         | Rússia     | Andrei Markov "A" |            |

| Avançados | Avançados       | Avançados            | Avançados |
| Número    |                 | Nome                 | Posição   |
| --------- | --------------- | -------------------- | --------- |
| 11        | Canadá          | Brendan Gallagher    | RW        |
| 14        | República Checa | Tomas Plekanec ''A'' | C         |
| 17        | USA             | Eric Tangradi        | LW        |
| 26        | CZE             | Jiri Sekac           | RW        |
| 8         | CAN             | Brandon Prust        | LW        |
| 20        | CAN             | Manny Malhotra       | C         |
| 51        | Canadá          | David Desharnais     | C         |
| 27        | USA             | Alex Galchenyuk      | C/LW      |
| 81        | Dinamarca       | Lars Eller           | C         |
| 58        | SUI             | Sven Andrighetto     | RW        |
| 67        | Estados Unidos  | Max Pacioretty ''A'' | LW        |
| 49        | Canadá          | Michael Bournival    | LW        |
| 15        | canada          | P-A Parenteau        | RW        |
| 22        | Estados Unidos  | Dale Weise           | RW        |

### Membros do Hall da Fama do Hóquei
- Jean Béliveau
- Hector "Toe" Blake
- Émile Bouchard
- Sprague Cleghorn
- Yvan Cournoyer
- Ken Dryden
- Bill Durnan
- Bob Gainey
- Herb Gardiner
- Bernard "Boom Boom" Geoffrion
- George Hainsworth
- Joe Hall
- Doug Harvey
- Aurel Joliat
- Tom Johnson
- Elmer Lach
- Guy Lafleur
- Newsy Lalonde
- Jacques Laperrière
- Guy Lapointe
- Jack Laviolette

- Jacques Lemaire
- Frank Mahovlich
- Joe Malone
- Sylvio Mantha
- Dickie Moore
- Howie Morenz
- Bud O'Connor
- Bert Olmstead
- Didier Pitre
- Jacques Plante
- Ken Reardon
- Maurice Richard
- Henri Richard
- Larry Robinson
- Denis Savard
- Serge Savard
- Steve Shutt
- Albert "Babe" Siebert
- Georges Vézina
- Lorne "Gump" Worsley

### Capitães
- Brian Gionta 2010-2014
- Saku Koivu 1999-2009
- Vincent Damphousse 1996-99
- Pierre Turgeon 1995-Oct.1996
- Mike Keane 1995 (Apr.-Dec.)
- Kirk Muller 1994-95
- Guy Carbonneau 1990-94
- Guy Carbonneau and Chris Chelios (Co-Cap.) 1989-90
- Bob Gainey 1981-89
- Serge Savard 1979-81
- Yvan Cournoyer 1975-79
- Henri Richard 1971-75
- Jean Béliveau 1961-71
- Doug Harvey 1960-61
- Maurice "Rocket" Richard 1956-60
- Émile "Butch" Bouchard 1948-56

- Bill Durnan 1948 (Jan.-Abr.)
- Hector "Toe" Blake 1940-48
- Walter Buswell 1939-40
- Albert Babe Siebert 1936-39
- Sylvio Mantha 1933-36
- George Hainsworth 1932-33
- Sylvio Mantha 1926-32
- Billy Coutu 1925-26
- Sprague Cleghorn 1922-25
- Édouard "Newsy" Lalonde 1916-22
- Howard McNamara 1915-16
- James Henry "Jimmy" Gardner 1913-15
- Édouard "Newsy" Lalonde 1912-13
- Jean-Baptiste "Jack" Laviolette 1911-12
- Édouard "Newsy" Lalonde 1910-11
- Jean-Baptiste "Jack" Laviolette 1909-10

### Números aposentados
- 1 Jacques Plante, G, 1952-63; Aposentado em 7 de outubro de 1995
- 2 Doug Harvey, D, 1947-61; Aposentado em 26 de outubro de 1995
- 3 Émile Bouchard, D, 1914-56; Aposentado em 4 de dezembro de 2009
- 4 Jean Béliveau, C, 1950-71 (também vestida por Aurel Joliat, LW, 1922-38); Aposentado em 9 de novembro de 1971
- 5 Bernard "Boom-Boom" Geoffrion, RW, 1950-64; Aposentado em 11 de março de 2006
- 7 Howie Morenz, C, 1923-34 & 1936-37; Aposentado em 2 de novembro de 1932. Baixada em 11 de março de 2006 para a aposentadoria do uniforme de Bernie Geoffrion's. Ambos os uniformes seriam levantados em conjunto. Morenz era o sogro de Geoffrion's.
- 9 Maurice "Rocket" Richard, RW, 1942-60; Aposentado em 6 de outubro de 1960
- 10 Guy Lafleur, RW, 1971-85; Aposentado em 16 de fevereiro de 1985
- 12 Dickie Moore, LW, 1951-63; Aposentado em 12 de novembro de 2005
- 12 Yvan Cournoyer, RW, 1963-79; Aposentado em 12 de novembro de 2005
- 16 Elmer Lach, C, 1940-54; Aposentado em 4 de dezembro de 2009
- 16 Henri Richard, C, 1955-75; Aposentado em 10 de dezembro de 1975
- 18 Serge Savard, D, 1966-81; Aposentado em 18 de novembro de 2006
- 19 Larry Robinson, D, 1972-89; Aposentado em 19 de novembro de 2007
- 23 Bob Gayney, LW, 1973-89; Aposentado em 23 de fevereiro de 2008
- 29 Ken Dryden, G, 1970-79; Aposentado em 29 de janeiro de 2007
- 33 Patrick Roy, G, 1984-95; Aposentado em 22 de novembro de 2008
- 99 Wayne Gretzky, C, 1979-99; Aposentado em toda a NHL

### Escolhas de Primeira Rodada do Recrutamento
Atualizado em 29 de dezembro de 2014
- 1963:   Garry Monahan (1º geral)
- 1964:   Claude Chagnon (6º geral)
- 1965:   Pierre Bouchard (5º geral)
- 1966:   Phil Myre (5º geral)
- 1967:   Elgin McCann (8º geral)
- 1968:   Michel Plasse (1º geral)
- 1969:   Réjean Houle (1º geral), Marc Tardif (2º geral)
- 1970:   Ray Martynuik (5º geral), Chuck Lefley (6º geral)
- 1971:   Guy Lafleur (1º geral), Chuck Arnason (7º geral), Murray Wilson (11º geral)
- 1972:   Steve Shutt (4º geral), Michel Larocque (6º geral), Dave Gardner (8º geral), John Van Boxmeer (14º geral)
- 1973:   Bob Gainey (8º geral)
- 1974:   Cam Connor (5º geral), Doug Risebrough (7º geral), Rick Chartraw (10º geral), Mario Tremblay (12º geral), Gord McTavish (15º geral)
- 1975:   Robin Sadler (9º geral), Pierre Mondou (15º geral)
- 1976:   Peter Lee (12º geral), Rod Schutt (13º geral), Bruce Baker (18º geral)
- 1977:   Mark Napier (10º geral), Norm Dupont (18º geral)
- 1978:   Danny Geoffrion (8º geral), Dave Hunter (17º geral)
- 1979:   nenhuma
- 1980:   Doug Wickenheiser (1º geral)
- 1981:   Mark Hunter (7º geral), Gilbert Delorme (18th overall), Jan Ingman (19º geral)
- 1982:   Alain Heroux (19º geral)
- 1983:   Alfie Turcotte (17º geral)
- 1984:   Petr Svoboda (5º geral), Shayne Corson (8º geral)
- 1985:   Jose Charbonneau (12º geral), Tom Chorske (16º geral)

- 1986:   Mark Pederson (15º geral)
- 1987:   Andrew Cassels (17º geral)
- 1988:   Éric Charron (20º geral)
- 1989:   Lindsay Vallis (13º geral)
- 1990:   Turner Stevenson (12º geral)
- 1991:   Brent Bilodeau (17º geral)
- 1992:   David Wilkie (20º geral)
- 1993:   Saku Koivu (21º geral)
- 1994:   Brad Brown (18º geral)
- 1995:   Terry Ryan (8º geral)
- 1996:   Matt Higgins (18º geral)
- 1997:   Jason Ward (11º geral)
- 1998:   Éric Chouinard (16º geral)
- 1999:   nenhuma
- 2000:   Ron Hainsey (13º geral), Marcel Hossa (16º geral)
- 2001:   Mike Komisarek (7º geral), Alexander Perezhogin (25º geral)
- 2002:   Christopher Higgins (14º geral)
- 2003:   Andrei Kostitsyn (10º geral)
- 2004:   Kyle Chipchura (18º geral)
- 2005:   Carey Price (5º geral)
- 2006:   David Fischer (20º geral)
- 2007:   Ryan McDonagh (12º geral), Max Pacioretty (22º geral)
- 2008:   nenhuma
- 2009:   Louis Leblanc (18º geral)
- 2010: Jarred Tinordi (22º geral)
- 2011: Nathan Beaulieu (17º geral)
- 2012: Alex Galchenyuk (3º geral)
- 2013: Michael McCarron (25º geral)
- 2014: Nikita Scherbak (26º geral)

### Líderes em Pontos da Franquia
Esses são os dez maiores pontuadores da história do Canadiens de Montréal. Os números são atualizados ao final de cada temporada da NHL.
Nota: GP = Jogos, G = Gols, A = Assistências, Pts = Pontos
| Player           | POS | GP   | G   | A   | Pts  |
| ---------------- | --- | ---- | --- | --- | ---- |
| Guy Lafleur      | RW  | 961  | 518 | 728 | 1246 |
| Jean Beliveau    | C   | 1125 | 507 | 712 | 1219 |
| Henri Richard    | C   | 1256 | 358 | 688 | 1046 |
| Maurice Richard  | RW  | 978  | 544 | 421 | 965  |
| Larry Robinson   | D   | 1202 | 197 | 686 | 883  |
| Yvan Cournoyer   | RW  | 968  | 428 | 435 | 863  |
| Jacques Lemaire  | C   | 853  | 366 | 469 | 835  |
| Steve Shutt      | LW  | 871  | 408 | 368 | 776  |
| Bernie Geoffrion | RW  | 766  | 371 | 388 | 759  |
| Elmer Lach       | C   | 664  | 215 | 408 | 623  |

## Prêmios e Troféus na NHL
Stanley Cup

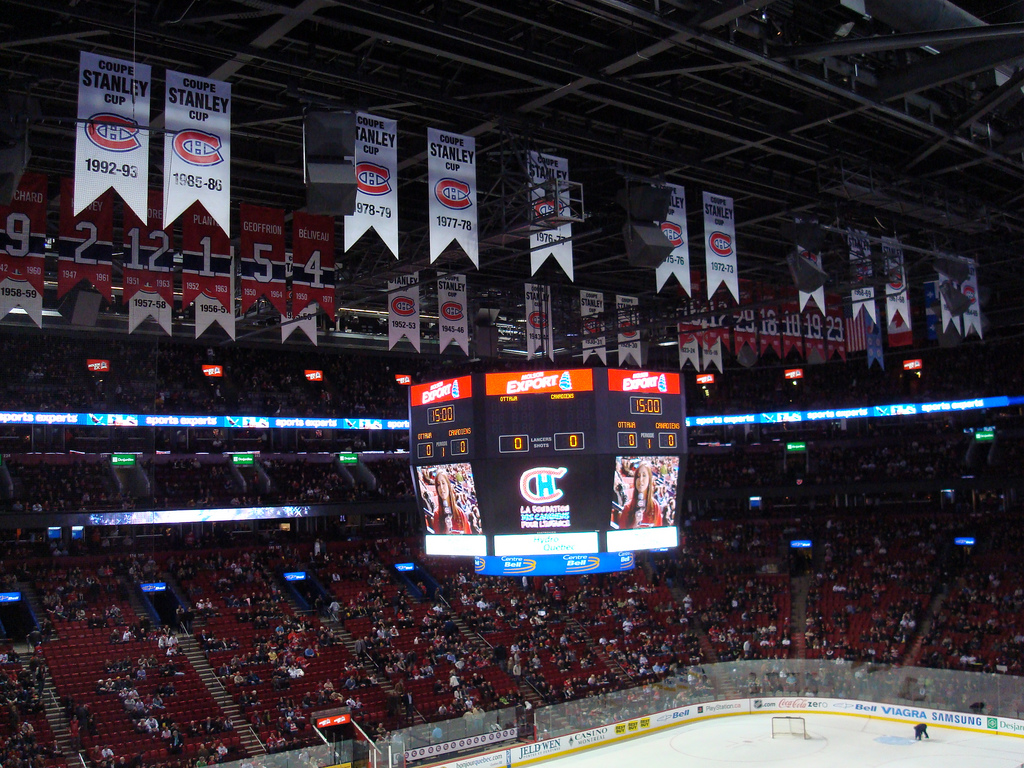
Banners no Centre Bell celebrando os títulos e números aposentados dos Canadiens.

- 1915-16, 1923-24, 1929-30, 1930-31, 1943-44, 1945-46, 1952-53, 1955-56, 1956-57, 1957-58, 1958-59, 1959-60, 1964-65, 1965-66, 1967-68, 1968-69, 1970-71, 1972-73, 1975-76, 1976-77, 1977-78, 1978-79, 1985-86, 1992-93

Troféu Prince of Wales
- 1923-24, 1924-25, 1943-44, 1944-45, 1945-46, 1946-47, 1955-56, 1957-58, 1958-59, 1959-60, 1960-61, 1961-62, 1963-64, 1965-66, 1967-68, 1968-69, 1972-73, 1975-76, 1976-77, 1977-78, 1978-79, 1980-81, 1985-86, 1988-89, 1992-93

Troféu Memorial Hart
- Herb Gardiner: 1926-27
- Howie Morenz: 1927-28, 1930-31, 1931-32
- Roy Worters: 1928-29
- Aurel Joliat: 1933-34
- Babe Siebert: 1936-37
- Toe Blake: 1938-39
- Elmer Lach: 1944-45
- Maurice Richard: 1946-47
- Jean Beliveau: 1955-56, 1963-64
- Bernie Geoffrion: 1960-61
- Jacques Plante: 1961-62
- Guy Lafleur: 1976-77, 1977-78
- José Théodore: 2001-02

Prêmio Lester B. Pearson
- Guy Lafleur: 1975-76, 1976-77, 1977-78

Troféu Art Ross
- Howie Morenz: 1927-28
- Elmer Lach: 1947-48
- Bernie Geoffrion: 1954-55, 1960-61
- Jean Beliveau: 1955-56
- Dickie Moore: 1957-58, 1958-59
- Guy Lafleur: 1975-76, 1976-77, 1977-78

Troféu Memorial James Norris
- Doug Harvey: 1954-55, 1955-56, 1956-57, 1957-58, 1959-60, 1960-61
- Tom Johnson: 1958-59
- Jacques Laperrière: 1965-66
- Larry Robinson: 1976-77, 1979-80
- Chris Chelios: 1988-89
- P.K. Subban: 2012-13

Troféu Vezina
- George Hainsworth: 1926-27, 1927-28, 1928-29
- Bill Durnan: 1943-44, 1944-45, 1945-46, 1946-47, 1948-49, 1949-50
- Jacques Plante: 1955-56, 1956-57, 1957-58, 1958-59, 1959-60, 1961-62
- Charlie Hodge: 1963-64
- Gump Worsley & Charlie Hodge: 1965-66
- Rogatien Vachon & Gump Worsley: 1967-68
- Ken Dryden: 1972-73, 1975-76
- Ken Dryden & Michel Larocque: 1976-77, 1977-78, 1978-79
- Denis Herron, Michel Larocque & Richard Sevigny: 1980-81
- Patrick Roy: 1988-89, 1989-90, 1991-92
- José Théodore: 2001-02

Troféu Conn Smythe
- Jean Beliveau: 1964-65
- Serge Savard: 1968-69
- Ken Dryden: 1970-71
- Yvan Cournoyer: 1972-73
- Guy Lafleur: 1976-77
- Larry Robinson: 1977-78
- Bob Gainey: 1978-79
- Patrick Roy: 1985-86, 1992-93

Troféu Frank J. Selke
- Bob Gainey: 1977-78, 1978-79, 1979-80, 1980-81
- Guy Carbonneau: 1987-88, 1988-89, 1991-92

Troféu Memorial Calder
- Johnny Quilty: 1940-41
- Bernie Geoffrion: 1951-52
- Ralph Backstrom: 1958-59
- Bobby Rousseau: 1961-62
- Jacques Laperriere: 1963-64
- Ken Dryden: 1971-72

Troféu William M. Jennings
- Rick Wamsley & Denis Herron: 1981-82
- Patrick Roy & Brian Hayward: 1986-87, 1987-88, 1988-89
- Patrick Roy: 1991-92

Troféu Bill Masterton Memorial
- Claude Provost: 1967-68
- Henri Richard: 1973-74
- Serge Savard: 1978-79
- Saku Koivu: 2001-02
- Max Pacioretty: 2011-12

Prêmio Roger Crozier Saving Grace
- Jose Theodore: 2001-02
- Cristobal Huet: 2005-06

Troféu Lady Byng Memorial
- Toe Blake: 1945-46
- Mats Naslund: 1987-88

Prêmio Jack Adams
- Pat Burns: 1988-89

## Recordes Individuais
- Mais Gols em uma temporada: Steve Shutt & Guy Lafleur, 60 (1976-77 & 1977-78)
- Mais Assistências em uma temporada: Pete Mahovlich, 82 (1974-75)
- Mais Pontos em uma temporada: Guy Lafleur, 136 (1976-77)
- Mais Minutos de Penalidade em uma temporada: Chris Nilan, 358 (1984-85)
- Mais Pontos em uma temporada, defensor: Larry Robinson, 85 (1976-77)
- Mais Pontos em uma temporada, novato: Mats Naslund & Kjell Dahlin, 71 (1982-83 & 1985-86)
- Mais Vitórias em uma temporada: Carey Price 44 (2014-2015)
- Mais Shutouts em uma temporada: George Hainsworth, 22 (1928-29)